# Lomsjön (Husby-Rekarne socken, Södermanland)
Lomsjön är en sjö i Eskilstuna kommun i Södermanland och ingår i Nyköpingsåns huvudavrinningsområde.